# Las Vertientes (Granada)
Las Vertientes es una localidad y pedanía española perteneciente al municipio de Cúllar, en la provincia de Granada. Está situada en el extremo oriental de la comarca de Baza. A dos kilómetros del límite con la provincia de Almería, cerca de esta localidad se encuentran los núcleos de Tarifa, El Contador, Aguaderico 3º, Aguaderico 2º, Barrio Nuevo y Chirivel.
Se trata de la primera —o última— población granadina de la autovía A-92 Norte, que une Granada, Guadix y Baza con Murcia.

## Demografía
Según el Instituto Nacional de Estadística de España, en el año 2023 Las Vertientes contaba con 144 habitantes censados, de los cuales 71 eran varones y 73 mujeres.

### Evolución de la población
| Gráfica de evolución demográfica de Las Vertientes entre 2003 y 2023 |
|                                                                      |
| Datos según el nomenclátor publicado por el INE.                     |